# Église Saint-André de Meistratzheim
L'église Saint-André est un monument historique situé à Meistratzheim, dans le département français du Bas-Rhin.

## Localisation
Ce bâtiment est situé à Meistratzheim.

## Historique
L'édifice fait l'objet d'un classement au titre des monuments historiques depuis 1924.

## Architecture

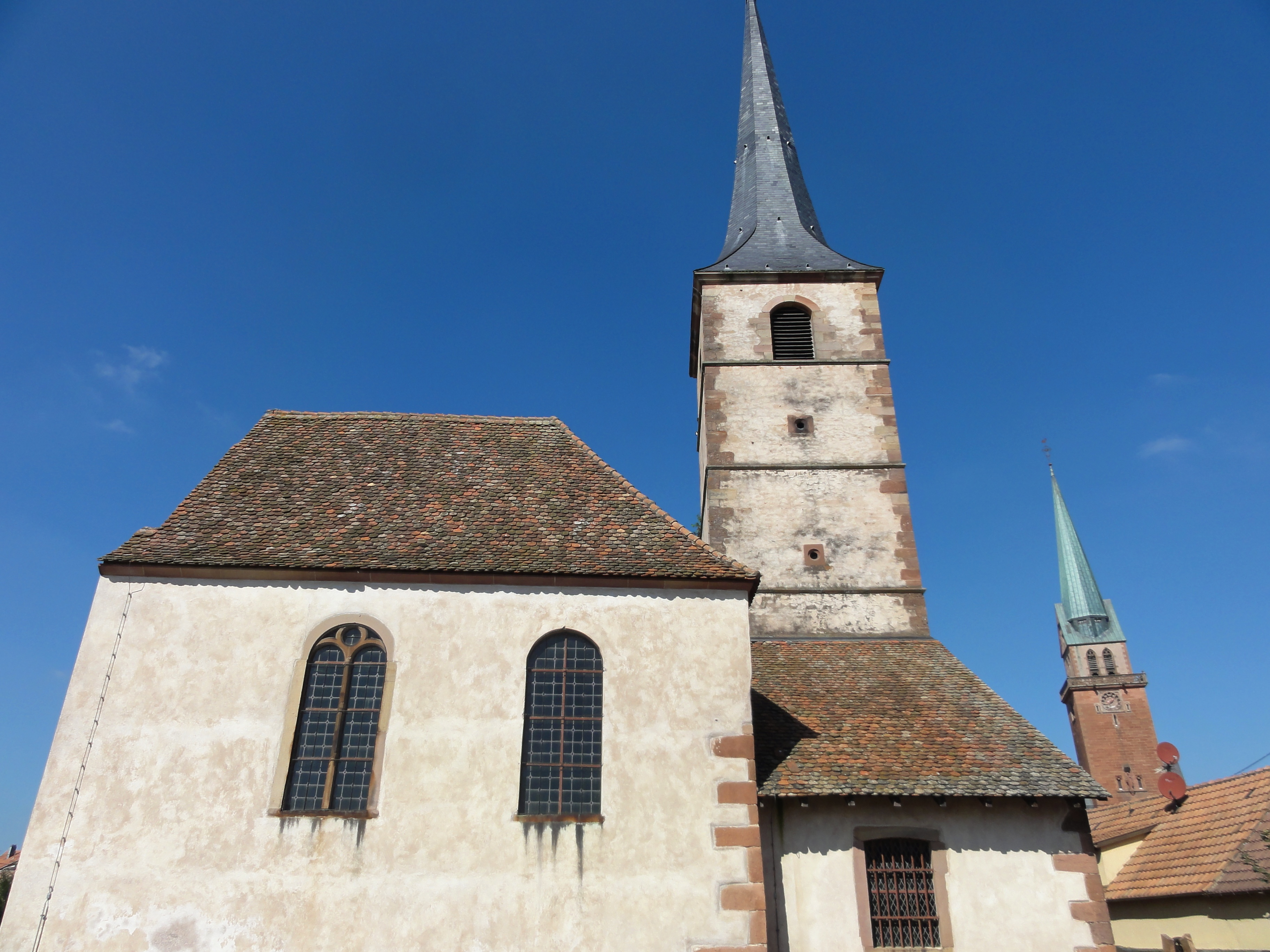
Ancienne église St-André, actuellement chapelle de cimetière
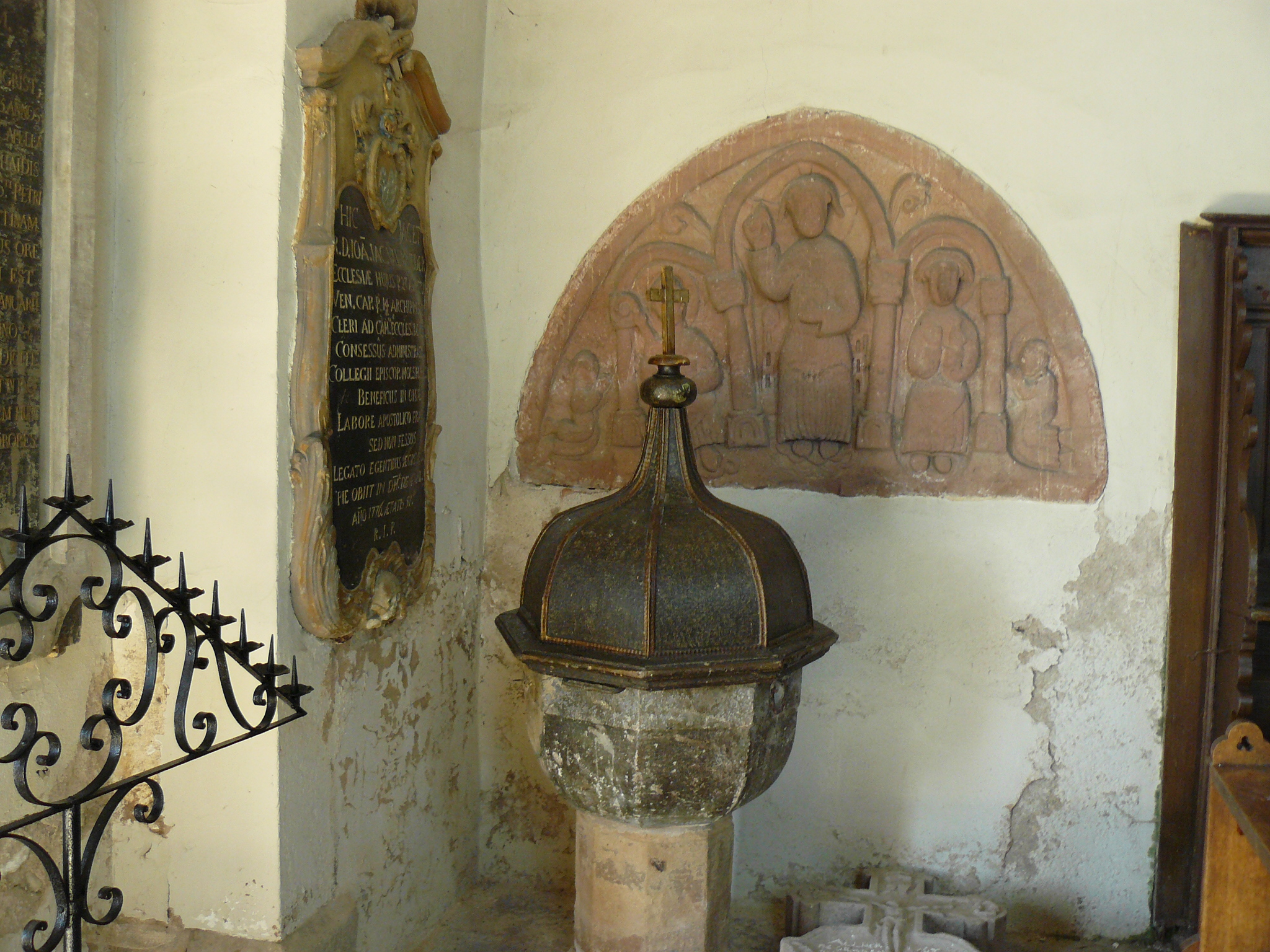
Ancien bénitier et tympan du XIIe siècle qui montre le Christ bénissant entouré de saint Benoît et de sainte Scholastique dans la chapelle Saint-André